# Kuwai
Kuwai – u Indian Tukano i Kubeo stwórca rzek i wiedzy o rolnictwie, rybołówstwie, sztuce i rzemiośle.